# Unione Sportiva Balzolese
L'Unione Sportiva Balzolese, nota semplicemente come Balzolese, è stata una società calcistica italiana con sede nel comune di Balzola, in provincia di Alessandria.

## Storia
L'Unione Sportiva Balzolese è stata una squadra piemontese esistita fra gli anni venti e gli anni trenta. Vanta una partecipazione al campionato di Seconda Divisione (allora il secondo livello del calcio italiano).

## Palmarès

### Competizioni regionali
- Campionato italiano di terza divisione: 2

1922-1923 (girone B), 1933-1934 (girone D)